# إمكان (فلسفة)

الإستناط أو الإمكان في الفلسفة والمنطق هو الحالةُ التي لا تكون القضيّةُ فيها صحيحةً دائماً وتحت أيّ ظرف (طوطولوجيا)، ولا تكون كذلك خاطئةً دائماً وتحت أيّ ظرف (تناقض). أي أنّ القضيّة المُمكنة لا تكون صحيحةً بالضرورة ولا خاطئةً بالضرورة.